# Amyxa
Amyxa, monotipski biljni rod iz porodice vrebinovki. Jedina vrsta je drvo A. pluricornis iz Bornea.
Naraste do 30 metara visine

## Sinonimi
- Amyxa kutcinensis Tiegh.
- Amyxa taeniocera Airy Shaw
- Gonystylus pluricornis Radlk.